# Danza bohemia (Debussy)
La Danza bohemia (en francés: Danse bohémienne) de Claude Debussy es una obra para piano. Es una de las primeras obras de su autor, escrita en 1880. Se trata de una pieza cuyo mayor interés reside en sus aspectos rítmicos y en el aire exótico que la preside.